# Cantons de l'Alier
Els Cantons de l'Alier (Alvèrnia-Roine-Alps) són 35 i s'agrupen en tres districtes: 
- Districte de Montluçon (12 cantons - subprefectura: Montluçon) :
cantó de Cérilly - cantó de Comentriac - cantó de Domairat-Montluçon Nord-Oest - cantó d'Ebruelh - cantó d'Eiriçon - cantó d'Uriat - cantó de Marsilhac - cantó de Montluçon Est - cantó de Montluçon Nord-Est - cantó de Montluçon Oest - cantó de Montluçon Sud - cantó de Montmaraud

- Districte de Molins (12 cantons - prefectura: Molins) :
cantó de Bourbon-l'Archambault - cantó de Chantela - cantó de Chevagnes - cantó de Dompierre-sur-Besbre - cantó de Lurcy-Lévis - cantó de Lo Montet - cantó de Molins Oest - cantó de Molins Sud - cantó de Neuilly-le-Réal - cantó de Sant Porçanh de Siula - cantó de Souvigny - cantó d'Yzeure

- Districte de Vichèi (11 cantons - subprefectura: Vichèi) :
cantó de Cucet Nord - cantó de Cucet Sud - cantó de Le Donjon - cantó d'Escuròlas - cantó de Gatnat - cantó de Jaligny-sur-Besbre - cantó de La Paliça - cantó de Lo Maiet de Montanha - cantó de Varenas - cantó de Vichèi Nord - cantó de Vichèi Sud